# مينون
مينون جون ممثل هندي ولد في 12 فبراير 2000 في ألابوزا، ولاية كيرالا، الهند بدأ مشواره الفني عام 2012 .

## روابط خارجية
- Minon John On فيس بوك